# Megaesófago
Megaesófago, también conocido como dilatación esofágica, es un trastorno del esófago en humanos y otros mamíferos, donde el esófago se agranda de forma anormal. El megaesófago puede ser causado por cualquier enfermedad que haga que los músculos del esófago no puedan impulsar adecuadamente los alimentos y el líquido de la boca al estómago (es decir, una falla de la peristalsis). Los alimentos se pueden alojar en el esófago flácido, donde pueden descomponerse, regurgitarse o inhalarse en los pulmones (lo que conduce a una neumonía por aspiración). 

## Humanos
El megaesófago puede aparecer como consecuencia de enfermedades como la acalasia o la enfermedad de Chagas. La acalasia es causada por una pérdida de células ganglionares en el plexo mientérico. Existe una marcada falta de contracción dentro de los músculos involucrados en la peristalsis con una contracción constante del esfínter esofágico inferior. La dilatación del esófago resulta en una dificultad para tragar. También se observa la retención del bolo alimenticio . 

## Otros animales

### Perros

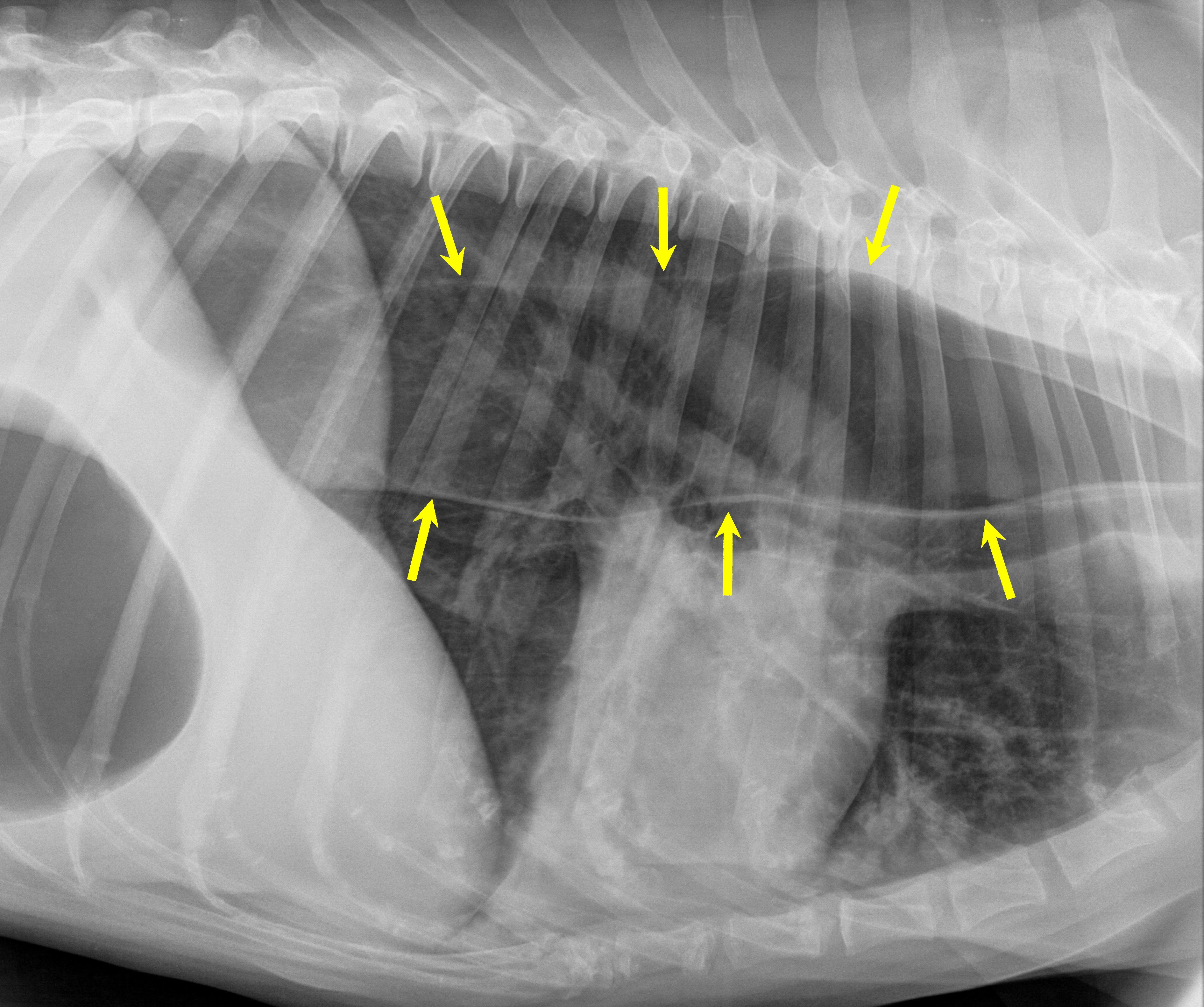
Radiografía del tórax de un perro con megaoesófago. Los bordes del esófago se muestran con las flechas amarillas. (En esta imagen, el extremo de la cabeza del perro está a la derecha, y el extremo de la cola está a la izquierda

Megaesófago también puede ser un síntoma de la enfermedad miastenia gravis . La miastenia gravis es una enfermedad neuromuscular donde el principal síntoma es la debilidad en varias partes del cuerpo del perro. Sin embargo, cuando se produce miastenia gravis en perros de edad avanzada, se la considera como una enfermedad inmunomediada . A menudo, cuando se diagnostica miastenia gravis en perros mayores, el primer síntoma que puede manifestar el perro es el megaesófago. 
La miastenia gravis ocurre cuando los receptores de acetilcolina (receptores nicotínicos de acetilcolina) no funcionan correctamente, por lo que el músculo no se estimula para contraerse. Existe un invento conocido como la "sillas bailey" que utiliza la fuerza de la gravedad para empujar líquidos y alimentos hacia el estómago del perro. Por lo general, se sabe que los perros entienden cuándo es hora de comer en su sillón, y esto ayuda a prevenir problemas. Las "sillas bailey" se pueden construir o comprar. 
En dos incidentes no relacionados en Letonia y Australia megaesófago se desarrolló en perros que habían comido ciertas marcas de alimentos para perros, sin embargo, no se ha encontrado ningún agente que pudiera haber causado el trastorno en las pruebas de laboratorio de los alimentos.

#### Diagnóstico
Una distinción importante en el reconocimiento de megaesófago es la diferencia entre cuando un perro regurgita o vomita. Cuando un perro regurgita, generalmente no implica tanto esfuerzo como cuando un perro vomita. A menudo, cuando regurgita, el perro inclina la cabeza hacia abajo y el líquido y / o la comida casi parecen "saltar" de su garganta. 
Uno de los principales peligros para un perro con megaesófago es la neumonía por aspiración. Debido a que la comida permanece alojada en la garganta, a menudo se puede inhalar hacia los pulmones y causar neumonía por aspiración. Una forma de evitar esto es asegurarse de que cada vez que el perro coma o beba algo, el perro se siente por lo menos 10 minutos después o se lo coloque en una posición sentada o "rogando". Este trastorno tiene un pronóstico reservado, sin embargo, una técnica de manejo exitosa es la alimentación vertical en una silla Bailey. 

#### Razas de perros afectadas
|  | - Chihuahua - Basset leonado de Bretaña - Boyero de Berna - Bichón frisé - Boston Terrier - Dachshund - English Springer Spaniel - Bulldog francés - Pastor alemán - Golden retriever - Gran danés - Galgo inglés - Yorkshire terrier - Setter irlandés | - Lobero irlandés - Lebrel italiano - Labrador Retriever - Schnauzer miniatura - Perro mestizo - Terranova (perro) - Rottweiler - Shar Pei - Shih Tzu - Corgi galés de Pembroke - Terrier galés - Fox terrier de pelo duro - Cocker Spaniel |

### Razas de gatos afectadas
- American shorthair
- Gato persa
- Gato siamés

### Caballos
El megaesófago es raro en los caballos. Es más frecuente en caballos frisones que en otras razas. El megaesófago congénito generalmente se identifica cuando un potro comienza a comer alimentos sólidos del suelo; Antes de esto, mientras el potro se alimenta de la leche de su madre, la leche pasa fácilmente al estómago. Los signos más comunes son dificultad para tragar (disfagia) y neumonía por inhalación.